# Tsuneo Watanabe
Pour les articles homonymes, voir Watanabe.
Tsuneo Watanabe (渡邉 恒雄, Watanabe Tsuneo)), né le 30 mai 1926 et mort le 19 décembre 2024 à Tokyo, est un journaliste et patron de presse japonais, dirigeant du quotidien Yomiuri shinbun de 1991 à sa mort.